# Углов, Андрей Александрович
Андрей Александрович Углов (род. 27 июля 1984, Ленинград, СССР) — государственный и политический деятель. Генеральный директор (с 2011) и акционер АО «Научно-производственный комплекс «Элара» им. Г. А. Ильенко» и АО «МНПК «Авионика» ; депутат Государственного совета Чувашской Республики V (2011—2016) и VI созывов (2016—2021), член партии «Единая Россия».
Углов включен в санкционный список США в 2023 году.

## Биография

### Происхождение
Родился 27 июля 1984 года в городе Ленинграде в семье Александра Павлиновича Углова и Татьяны Глебовны Угловой (урожденной Ильенко). 
Первые 16 лет своей жизни Андрей Углов провёл в Чебоксарах, где окончил Политехническую школу-гимназию (ПШГ). Воспитывался в состоятельной семье, главой которого был его дед — Глеб Ильенко, являвшийся с 1970 года руководителем оборонного предприятия — Чебоксарского приборостроительного завода (ОАО «Элара»). С тринадцати лет Андрей Углов ежегодно в каникулы проходил на заводе производственную практику.
В 2001 году была зачислен студентом Государственного университета управления (Москва), по окончании которого в 2006 году получил квалификацию «менеджер-экономист». С 2003 по 2005 год значился специалистом по маркетингу Московского филиала ОАО «Элара», генеральным директором которого являлся его дед — Глеб Ильенко. С 2005 по 2006 год занимал должность заместителя директора по маркетингу ОАО «Элара» (Чебоксары).

### Профессиональная карьера
С 2006 по 2007 год занимал должность заместителя директора по маркетингу и развитию спецтехники ОАО «Элара» (Чебоксары). В 2007 году – заместитель директора по маркетингу и развитию ОАО МНПК «Авионика» (Москва). С 2007 по 2010 год – экономист, начальник отдела договорной работы, и.о. директора, директор по экономике и финансам – заместитель генерального директора ОАО МКБ «Искра» (Москва), руководителем которого в 2007 году стал выходец из Чувашии Владимир Сорокин. 
В июне 2011 года был назначен генеральным директором АО Научно-производственный комплекс «Элара» имени Г. А. Ильенко (Чебоксары), сменив на этой должности Анатолия Арановича, который работал на этом посту с 2006 года — после Глеба Ильенко.
В публикации обозревателя газеты Коммерсантъ Анны Гольдберг в 2014 году о Компании «Элара» под руководством А. А. Углова отмечено: «В компании действительно уделяется огромное внимание техническому перевооружению: ежегодно на приобретение нового оборудования для переоснащения производства выделяется более 100 млн рублей. Это и позволяет предприятие в глазах клиентов ассоциировать исключительно с современными технологиями, конкурентоспособными и качественными разработками и, конечно, с огромным, более 4 тысяч человек, коллективом высококлассных специалистов».
В 2019 году французский аналитический центр Institut Choiseul (Институт Шуазель) составил список 100 молодых экономических лидеров России Choiseul 100 Россия, в который были включены «наиболее успешные и эффективные представители экономической элиты России» (методология включала оценку потенциала кандидатов в возрасте до 40 лет). В список был включён генеральный директор АО «Элара» Андрей Углов.
Указом Главы Чувашии М. В. Игнатьева от 22 января 2020 года «за большой вклад в социально-экономическое развитие Чувашской Республики» Углов Андрей Александрович награжден высшим орденом региона — «За заслуги перед Чувашской Республикой».
В феврале 2021 года Андрей Углов сообщил Главе Чувашии О. А. Николаеву, что, несмотря на сложности, с которыми столкнулось предприятие в связи с пандемией коронавируса, выручка от продаж в 2020 году выросла по сравнению с 2019 на 10 % и составила 8,1 млрд руб.

### Политическая и государственная деятельность
Член Всероссийской политической партии «Единая Россия».
С 2011 года — депутат Государственного совета Чувашской Республики V созыва, председатель общественной Молодежной палаты при Государственном совете Чувашской Республики V созыва. Член Комитета Государственного Совета Чувашской Республики по государственному строительству, местному самоуправлению, Регламенту и депутатской этике. Член Комитета Государственного Совета Чувашской Республики по бюджету, финансам и налогам.
18 сентября 2016 года вторично избран депутатом Государственного Совета Чувашской Республики по Западному одномандатному избирательному округу № 18 (Чебоксары). Член Комитета Государственного Совета Чувашской Республики по бюджету, финансам и налогам.

## Доходы и личная жизнь

### Семья
Женат, имеет троих детей. 
Отец — Углов Александр Павлинович (род. 1955) — директор по управлению собственностью и член Совета директоров ОАО «Элара» (2014), генеральный директор ООО «Элоника», ООО «Р-Строй» (Чебоксары, 2021) и других; Заслуженный работник промышленности Чувашской Республики. Мать — Татьяна Глебовна Углова (урожденная Ильенко) — генеральный директор и участник ООО «Эла» (2021, Чебоксары).
Дед (по матери) — Глеб Андреевич Ильенко (1938—2007), с 1970 по 2006 год — генеральный директор АО «Элара»; бабушка — Ильенко Нина Андреевна. Прадед (по матери) — Андрей Иванович Ильенко (1891—1964), в 1948–1957 заместитель начальника завода № 320 под Чебоксарами (позднее — Чебоксарское производственное объединение имени В. И. Чапаева); прабабушка — Ильенко (Душина) Вера Ивановна. Тётя (сестра матери) — Ильенко Ольга Глебовна — участник ООО «Эла» (2021, Чебоксары).

### Имущество и доходы
Семья Угловых — Ильенко контролирует не менее половины акций Акционерного общества «Научно-производственный комплекс «Элара» им. Г. А. Ильенко», которое в 2017 году на 50,13 % принадлежала ООО «Элоника», на 48,95 % — АО «Концерн Авионика», 0,015 % акций находилось в собственности самого Андрея Углова. ООО «Элоника» (гендиректором которого является отец Андрея Углова — Александр Углов) на 8 % принадлежит матери Андрея Углова — Татьяне Глебовне Угловой, еще на 91 % — ООО «Эла». Доли ООО «Эла», в свою очередь, принадлежат семье Угловых — Ильенко (на 2021): Угловой Татьяне Глебовне (35,78%), Ильенко Ольге Глебовне (11,02%), дизайнеру Угловой Екатерине Александровне (11,02 %); доли в указанном ООО также принадлежат другу семьи Сорокину Владимиру Алексеевичу (31,15 %) и Воронковой Марии Александровне (11,02 %).
В 2020 году Андрей Углов стал вторым по доходам среди депутатов Государственного совета Чувашской Республики: его доход составил 55 340 425 рублей; депутат также задекларировал автомобиль Porsche Panamera и одну квартиру; в 2018 году он указал доход в 51 831 219 рублей.

## Награды
- Медаль ордена «За заслуги перед Отечеством» II степени,
- Орден «За заслуги перед Чувашской Республикой»,
- Заслуженный работник промышленности Чувашской Республики,
- Почетная грамота Министерства экономического развития, промышленности и торговли Чувашской Республики (2012),
- Благодарность Министерства промышленности и торговли Российской Федерации (2014),
- Благодарность Главы Чувашской Республики,
- Государственная премия Чувашской Республики в области естественных и технических наук 2016 года,
- Памятная медаль «100-летие образования Чувашской автономной области»[11]
- Патриарший знак «700-летие преподобного Сергия Радонежского» (2014, награда РПЦ)
- Медаль Святого мученика Авраамия Болгарского II степени Чебоксарско-Чувашской епархии Русской православной церкви — за содействие в строительстве храмов (2011).